# Евгиппий
Евгиппий (лат. Eugippius; ок. 460 — после 533, Лукуллов замок) — церковный писатель VI века, автор «Жития святого Северина».

## Биография
Был членом монашеской общины, основанной святым Северином в Фавианах (Норик). Существуют предположения, что Евгиппий мог вступить в неё еще при жизни Северина (ум. 5 января 482), и являлся его учеником, хотя в его произведениях нет прямых указаний на это. Впервые Евгиппий упоминается в 488 году, когда римское население провинции было эвакуировано комитом доместиков Пиерием в Италию после войны Одоакра с ругами, и монахи перевезли останки Северина в Монтефельтро. В период понтификата Геласия I (492—496) община перебралась в окрестности Неаполя, где в Лукулловом замке (Castellum Lucullanum, ныне Кастель-дель-Ово) был основан новый монастырь.
Евгиппий стал настоятелем монастыря после смерти Лукулла, преемника Северина. В 509 он начал писать житие святого, закончил этот труд в 511, и послал для отзыва дьякону римской церкви Пасхазию. В выборе рецензента исследователи видят своего рода политическую акцию, так как Пасхазий был активным участником так называемой акакианской схизмы, и поддерживал выдвинутого провизантийской группировкой антипапу Лаврентия против избранного ортодоксальным большинством клира и народа папы Симмаха.
Сам Евгиппий, возглавлявший монастырь более четверти века, был весьма влиятельным церковным деятелем, состоявшим в переписке со многими известными современниками, в том числе с Дионисием Малым, Фульгенцием Африканским, Кассиодором, Фульгенцием Феррандом. Письмо последнего к Евгиппию, сообщающее о смерти епископа Фульгенция (533) является terminus post quem для определения времени смерти самого Евгиппия. Из упоминания у Кассиодора в «Институциях», около 543, следует, что настоятель Лукуллова замка к тому времени уже умер.
Кроме «Жития Святого Северина», ставшего весьма популярным в средние века, и ныне являющегося ценным источником по истории Норика в эпоху варварского завоевания, авторству Евгиппия принадлежит извлечение из трудов Блаженного Августина (Excerpta ex operibus Sancti Augustini), посвященное родственнице Кассиодора из рода Пробов. Также ему приписывается авторство гимна Святому Северину. Исидор Севильский сообщал, что Евгиппий составил монашеский устав (Eugippii regula).
Евгиппий является святым римской католической церкви, поминаемым 15 января.

## Издания
- D. Eugyppii abbatis africani opera omnia sive thesaurus ex Sancti Augustini … accessit vita Sancti Severini Noricorum apostoli cum epistola Eugyppii ad Paschasium diaconum // Patrologia Latina, 62 (J. P. Migne). — P., 1848, coll.549-1200
- Vita sancti Severini (ed. P. Knöll) in Corpus Scriptorum Ecclesiasticorum Latinorum, vol. 9. 2. — Wien, 1886
- Vita sancti Severini (ed. T. R. Mommsen) // MGH Scriptores rerum Germanicarum, vol. 26. — Berolini, 1898
- Vita sancti Severini (ed. R. Noll) Berlin, 1963.
- Eugippe. Vie de Saint Séverin (ed. P. Régerat) // Sources Chrétiennes 374, P., 1991.
- Житие Святого Северина (Пер., статья и комм. А. И. Донченко). — СПб.: Алетейя, 1998. — ISBN 5-89329-039-9
- Vita Sancti Severini. — Stuttgart.: Reclam, 1999. — ISBN 3-15-008285-4